# Dekanat Strzelin
Dekanat Strzelin – jeden z 33 dekanatów w rzymskokatolickiej archidiecezji wrocławskiej.
W skład dekanatu wchodzi 9 parafii:
- parafia św. Józefa Oblubieńca Najświętszej Maryi Panny  → Dankowice
- parafia Najświętszej Maryi Panny Różańcowej → Dobrzenice
- parafia św. Antoniego Padewskiego → Jegłowa
- parafia Narodzenia Najświętszej Maryi Panny → Kuropatnik
- parafia św. Marcina → Nowolesie
- parafia św. Wawrzyńca → Prusy
- parafia Najświętszej Maryi Panny Królowej Polski → Przeworno
- parafia Podwyższenia Krzyża Świętego → Strzelin
- parafia Matki Chrystusa i św. Jana Apostoła i Ewangelisty → Strzelin